# Neosericania exisoclypeata
Neosericania exisoclypeata är en skalbaggsart som beskrevs av Miyake och Yamaya 1994. Neosericania exisoclypeata ingår i släktet Neosericania och familjen Melolonthidae. Inga underarter finns listade i Catalogue of Life.